# Gottlieb Weber
Gottlieb Weber (ur. 26 lipca 1910 w Uster, zm. 4 listopada 1996 w Wetzikon) – szwajcarski kolarz szosowy, srebrny medalista mistrzostw świata.

## Kariera
Największy sukces w karierze Gottlieb Weber osiągnął w 1936 roku, kiedy zdobył srebrny medal w wyścigu ze startu wspólnego amatorów podczas mistrzostw świata w Bernie. W zawodach tych wyprzedził go jedynie jego rodak Edgar Buchwalder, a trzecie miejsce zajął Włoch Pierino Favalli. Był to jednak jedyny medal wywalczony przez Webera na międzynarodowej imprezie tej rangi. Ponadto kilkakrotnie startował w Tour de Suisse, najlepszy wynik osiągając w 1939 roku, kiedy zajął 22. miejsce w klasyfikacji generalnej. Zajął także 32. pozycję w Mediolan-San Remo dwa lata wcześniej. W 1936 roku wystąpił na igrzyskach olimpijskich w Berlinie, gdzie był szesnasty w wyścigu ze startu wspólnego. Na tych samych igrzyskach Szwajcarzy zdobyli drużynowo srebrny medal, jednak Weber był zawodnikiem nie punktującym. Jako zawodowiec startował w latach 1937-1939.